# Karabulak (Ingušsko)
Karabulak (rusky Карабулак, ingušsky ИльдаргӀал) je město v Ruské federaci. Při sčítání lidu v roce 2010 měl bezmála jednatřicet tisíc obyvatel.

## Poloha a doprava
Karabulak leží na severním okraji Velkého Kavkazu na řece Sunže, pravém přítoku Těreku v úmoří Kaspického moře. Od Magasu, hlavního města republiky, je vzdálen přibližně osmnáct kilometrů severovýchodně.
Od roku 1894 vedla přes město železniční trať z Beslanu přes Grozný do Gudermesu, ale byla těžce poničena za čečenské války a od té doby je mimo provoz.

## Dějiny
Moderní osídlení zde vzniklo v 19. století jako stanica Karabulakskaja.
Městem je od roku 1995.